# Anthaxia candensiformis
Anthaxia candensiformis es una especie de escarabajo del género Anthaxia, familia Buprestidae. Fue descrita científicamente por Novak en 2006.